# El insolente
El insolente es el trigésimo álbum oficial en estudio del cantautor chileno Ángel Parra como solista. Fue lanzado originalmente en Chile en 1998, y está conformado en su totalidad por temas compuestos por él, de fuerte contenido irónico y crítico.
Entre los músicos que lo acompañan figuran sus hijos Ángel y Javiera Parra, quienes ya venían colaborando en sus discos desde principios de la década de 1990.

## Lista de canciones
Toda la música compuesta por Ángel Parra. 
| El insolente |                                                              |          |  |
| N.º          | Título                                                       | Duración |  |
| 1.           | «Fábula del cambio»                                          | 3:36     |  |
| 2.           | «La televisión» (o «La T.V.»)                                | 2:59     |  |
| 3.           | «El rey del hospital»                                        | 3:21     |  |
| 4.           | «Rap sodia de mis 50»                                        | 4:05     |  |
| 5.           | «Más allá del bien y del mal»                                | 4:05     |  |
| 6.           | «Obscenidad»                                                 | 5:05     |  |
| 7.           | «Del 40 al 2000»                                             | 5:11     |  |
| 8.           | «Jardín invisible»                                           | 4:20     |  |
| 9.           | «La democracia» (2ª versión)                                 | 3:08     |  |
| 10.          | «Canción de cuna para Emiliana y el Che» (con Javiera Parra) | 4:42     |  |
| 11.          | «Tremendo pecador»                                           | 4:15     |  |
| 44:47        |                                                              |          |  |

## Créditos
Músicos
- Ángel Parra: autor e intérprete
- Rabanito (Rafael Berríos): acordeón
- Fernando Julio: contrabajo
- Ángela Acuña: chelo
- Pedro Greene: percusiones
- Javiera Parra: voz femenina en tema «Canción de cuna para Emiliana y el Che»
- Ángel Parra O.: guitarras

Otros
- Ángel Parra O.: producción y dirección musical
- Eduardo Vergara: ingeniero de sonido
- Claudio Ijerra: asistente
- Eduardo Vergara, Ángel Parra O.: mezcla
- Jaime Valbuena M.: masterización digital
- Eduardo Moreno: propietario de guitarras de Ángel Parra
- Mónica Larrea T.: diseño y diagramación
- Rodrigo Villalobos - Gabriele: textos, letras y dibujos
- Bernard Durín: ilustración de carátula
- Viviana Larrea T.: dirección ejecutiva